# The Apprentice
The Apprentice är en amerikansk dokusåpa som sändes 2004 till 2017 och leddes av affärsmannen (senare USA:s president) Donald Trump, och sedan av Arnold Schwarzenegger. Serien kretsar kring 16 deltagare som genom en serie utmaningar tävlar om att vinna en anställning i Donald Trumps företag. 
Serien fick initialt mycket god respons i hemlandet USA och den första säsongen visades även i den svenska TV-kanalen Kanal 5. En liknande dokusåpa som utspelar sig i Sverige sändes i TV3 och hette Rivalerna, men lades ner efter en säsong.
Sommaren 2015 sa NBC upp kontraktet med Donald Trump. Bakgrunden var nedsättande uttalanden han hade kommit med om immigranter från Mexiko. Uttalandena hade kommit under den amerikanska presidentvalskampanjen. Programledarrollen skall enligt plan övertas av Arnold Schwarzenegger.

## Vinnare
| Säsong | Vinnare            | Vinnarprojekt       | Klockslag     | Säsongspremiär    | Säsongsavslutning | TV Säsong | Ranking | Tittarsiffror (i milj) | Tittarsiffror Säsongsavslutning (i milj) |
| ------ | ------------------ | ------------------- | ------------- | ----------------- | ----------------- | --------- | ------- | ---------------------- | ---------------------------------------- |
| 1:a    | Bill Rancic        | Trump Tower Chicago | Torsdag 21:00 | 8 januari 2004    | 15 april 2004     | 2003–04   | #7      | 20,70                  | 28.05                                    |
| 2:a    | Kelly Perdew       | Trump Ice           | Torsdag 21:00 | 9 september 2004  | 16 december 2004  | 2004–05   | #11     | 16,14                  | 16,93                                    |
| 3:e    | Kendra Todd        | Palm Beach Mansion  | Torsdag 21:00 | 10 januari 2005   | 19 maj 2005       | 2004–05   | #15     | 13,96                  | 14,02                                    |
| 4:e    | Randal Pinkett     | Trump Entertainment | Torsdag 21:00 | 22 september 2005 | 15 december 2005  | 2005–06   | #38     | 11,01                  | 12,81                                    |
| 5:e    | Sean Yazbeck       | Trump Soho          | Måndag 21:00  | 27 februari 2006  | 5 juni 2006       | 2005–06   | #51     | 9,73                   | 11,25                                    |
| 6:e    | Stefanie Schaeffer | Cap Cana            | Söndag 22:00  | 7 januari 2007    | 22 april 2007     | 2006–07   | #75     | 7,5                    | 7,94                                     |
| 7:e    | Piers Morgan       | N/A                 | Torsdag 21:00 | 3 januari 2008    | 27 mars 2008      | 2007–08   | #48     | 11                     | 12,1                                     |
| 8:e    | Joan Rivers        | N/A                 | Söndag 21:00  | 1 mars 2009       | 10 maj 2009       | 2008–09   | #52     | 8,98                   | 8,7                                      |
| 9:e    | Bret Michaels      | N/A                 | Söndag 21:00  | 14 mars 2010      | 23 maj 2010       | 2009–10   | #50     | 8,08                   | 9,31                                     |
| 10:e   | Brandy Kuentzel    | TBA                 | Torsdag 22:00 | 16 september 2010 | 9 december 2010   | 2010–11   | #93     | 4,7                    | 4,5                                      |